# The Just-Ice and KRS-One EP, Vol. 1
 (novembre 2023).
Si vous disposez d'ouvrages ou d'articles de référence ou si vous connaissez des sites web de qualité traitant du thème abordé ici, merci de compléter l'article en donnant les références utiles à sa vérifiabilité et en les liant à la section « Notes et références ».
EPs par KRS-One
Back to the L.A.B. (Lyrical Ass Beating)
(2010) Meta-Historical
(2010)
Albums par Just-Ice
32 Degrees
(2009)
The Just-Ice and KRS-One EP, Vol. 1 est un EP collaboratif de KRS-One et Just-Ice, sorti le 3 août 2010 uniquement en téléchargement.

## Liste des titres
| No | Titre            | Durée |
| -- | ---------------- | ----- |
| 1. | Politricks       | 3:59  |
| 2. | Memories         | 3:31  |
| 3. | Blah, Blah, Blah | 1:49  |
| 4. | Freestyle        | 2:36  |
| 5. | There it is      | 4:59  |